# Chelostoma florisomne
Chelostoma florisomne — род медоносных пчёл из подсемейства Megachilinae.

## Описание
Общая длина 7—11 мм. Время лёта с мая по середину июля.

## Экология и местообитания
Опыляют цветки семейства лютиковых (Ranunculaceae).